# Joseph McCluskey
Joseph McCluskey (Estados Unidos, 2 de junio de 1911-31 de agosto de 2002) fue un atleta estadounidense, especialista en la prueba de 3000 m obstáculos en la que llegó a ser medallista de bronce olímpico en 1932.

## Carrera deportiva
En los JJ. OO. de Los Ángeles 1932 ganó la medalla de bronce en los 3000 m obstáculos, con un tiempo de 10:46.2 segundos, llegando a meta tras el finlandés Volmari Iso-Hollo (oro) y el británico Thomas Evenson (plata).